# Kamikaze (film 1986)
Kamikaze è un film del 1986 diretto da Didier Grousset.